# 정균 (후한)
정균(鄭均, ? ~ ?)은 후한 전기의 인물로, 자는 중우(仲虞)이며, 동평군 임성현(任城縣) 사람이다.

## 생애
젊어서 황로(黃老)의 서적을 좋아하였고, 성정이 담박하여 욕심이 없었다. 형 정중(鄭仲)이 임성현의 유요(遊徼)로 재직하면서 뇌물을 많이 받았는데, 정균은 이를 여러 차례 간하며 말렸으나 정중은 듣지 않았다. 이에 정균은 일 년 남짓 고을 밖에 나가 품팔이를 하여 재물을 모은 뒤, 돌아와서 형에게 그 재물을 주며 "물건은 없어지면 다시 얻을 수 있지만, 관리로서 뇌물을 받으면 평생을 버리게 됩니다"라고 하였다. 이 말에 감복한 정중은 청렴한 관리가 되었다. 이후 정중이 죽자, 정균은 고아가 된 정중의 아들을 극진히 키웠다.
주군(州郡)에서는 그를 불러 관직에 임명하려 하였으나, 정균은 늘 병을 칭하며 응하지 않았다. 건초 3년(78년), 사도 포욱이 그를 불러 관직을 주려 하였고, 나중에는 직언(直言)으로 등용하려 하였으나, 정균은 양쪽 다 나아가지 않았다. 건초 6년(81년), 공거(公車)에서 특별히 등용되어 상서(尙書)에 임명되었다. 여러 차례 충언을 하였으므로 장제는 정균을 존경하고 중용하였다. 훗날 병을 칭하여 퇴직을 청하였고, 의랑(議郞)에 제수되었다. 원화 2년(85년), 장제는 동쪽으로 순행하던 중 임성현을 지나 정균이 사는 곳을 찾아갔고, 이때 그에게 평생 상서의 녹봉을 내릴 것을 명하였다. 그래서 당시 사람들은 정균을 백의상서(白衣尙書)라 불렀다고 한다.
정균은 그 후 영원 연간(89년 ~ 105년)에 집에서 사망하였다.

## 참고 문헌
- 범엽, 《후한서》 권27, 선장이왕두곽오승정조열전 중 정균전
- 《동관한기》 정균전